# AirRail Link
L'AirRail Link est une navette automatique, reliant l'aéroport de Birmingham à la gare de Birmingham International, et au National Exhibition Centre.
Le système actuel, à l'origine connu sous le nom de SkyRail, est en service depuis 2003 et utilise la technologie Cable Liner, un système de train tiré par un câble.
Une première navette ouverte en 1984 utilisait la technologie Maglev de sustentation magnétique. Elle a été fermée en 1995.

## La ligne Maglev
Les premières études de faisabilité pour une liaison entre l'aéroport et la gare et le centre d'exposition ont été lancées en 1979 par les propriétaires de l'aéroport à l'époque, le West Midlands County Council. La solution choisie était basée sur des travaux expérimentaux commandés par le gouvernement britannique au laboratoire de la British Rail Research Division à Derby.

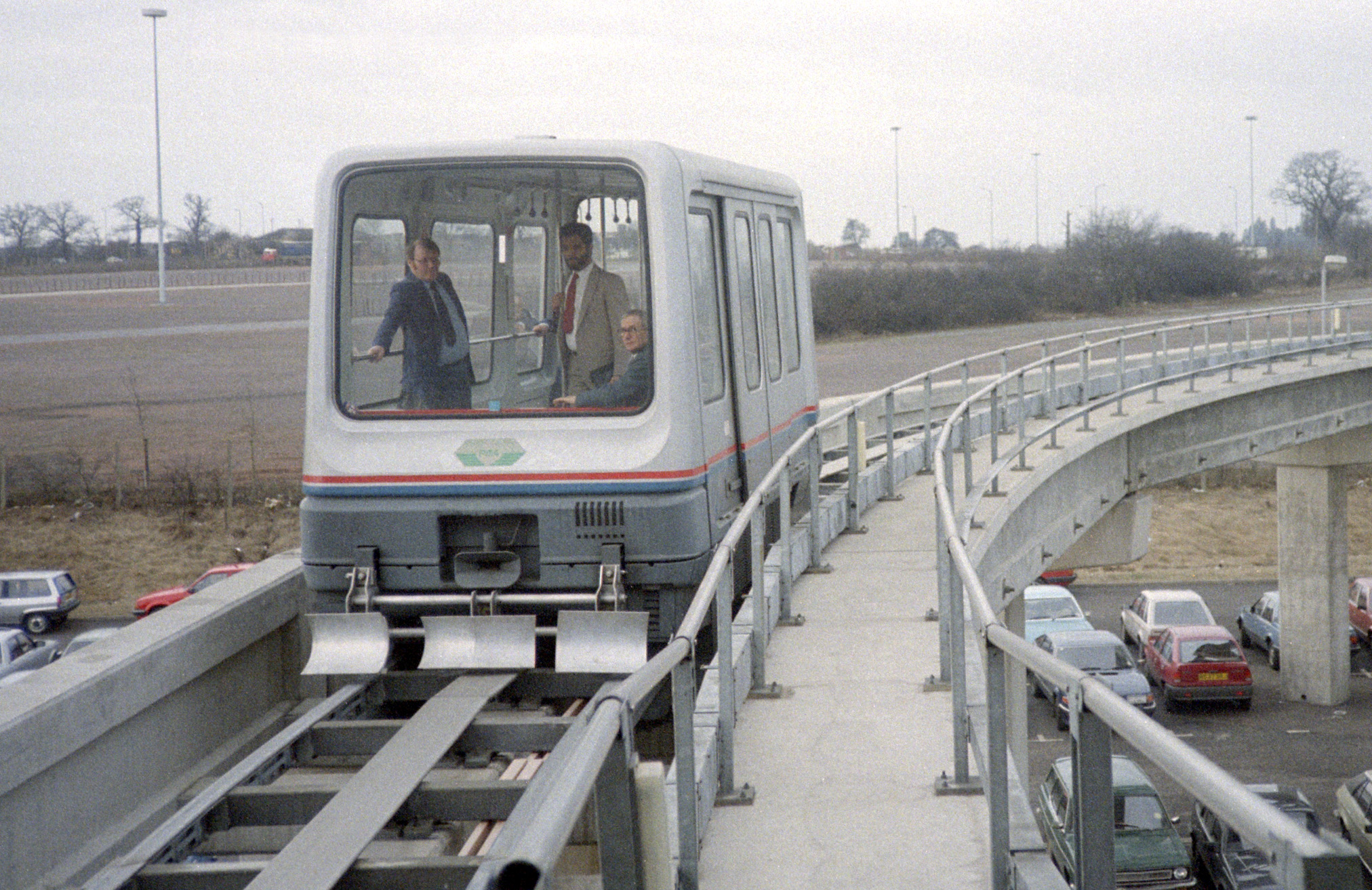
Le Maglev à Birmingham (1984-1995).

Le projet a été lancé par le Conseil du West Midlands en 1981. Les contrats ont été attribués à un consortium de GEC, Balfour Beatty, Brush Electrical Machines et Metro-Cammell sous le nom de «People Mover Group», avec John Laing. Les véhicules ont été fabriqués par Metro-Cammell dans son usine de Washwood Heath.
Le Birmingham Maglev a été mis en service en août 1984 et a été le premier système de transport commercial Maglev au monde. La ligne, longue de 620 m. voies doubles, utilisait un train sur chaque des voies.
Le système était entièrement automatisé et utilisait une voie de guidage en béton surélevée, dont une grande partie a été réutilisée pour le système AirRail Link actuel. Les cabines faisaient 2,25 m de large et 6 m. de longueur.
La ligne a fonctionné avec succès pendant près de onze ans, mais des problèmes d'obsolescence des systèmes électroniques et un manque de pièces de rechange l'ont rendue peu fiable les dernières années. Après une enquête concluant que le coût de la remise en état et de l'entretien du Maglev était trop élevée, la ligne a fermé en juin 1995.
L'une des voitures Maglev, ainsi qu'un modèle du système, se trouvent au National Railway Museum à York. Un autre véhicule a été mis en vente aux enchères sur eBay fin 2010.

## La ligne Cable Liner

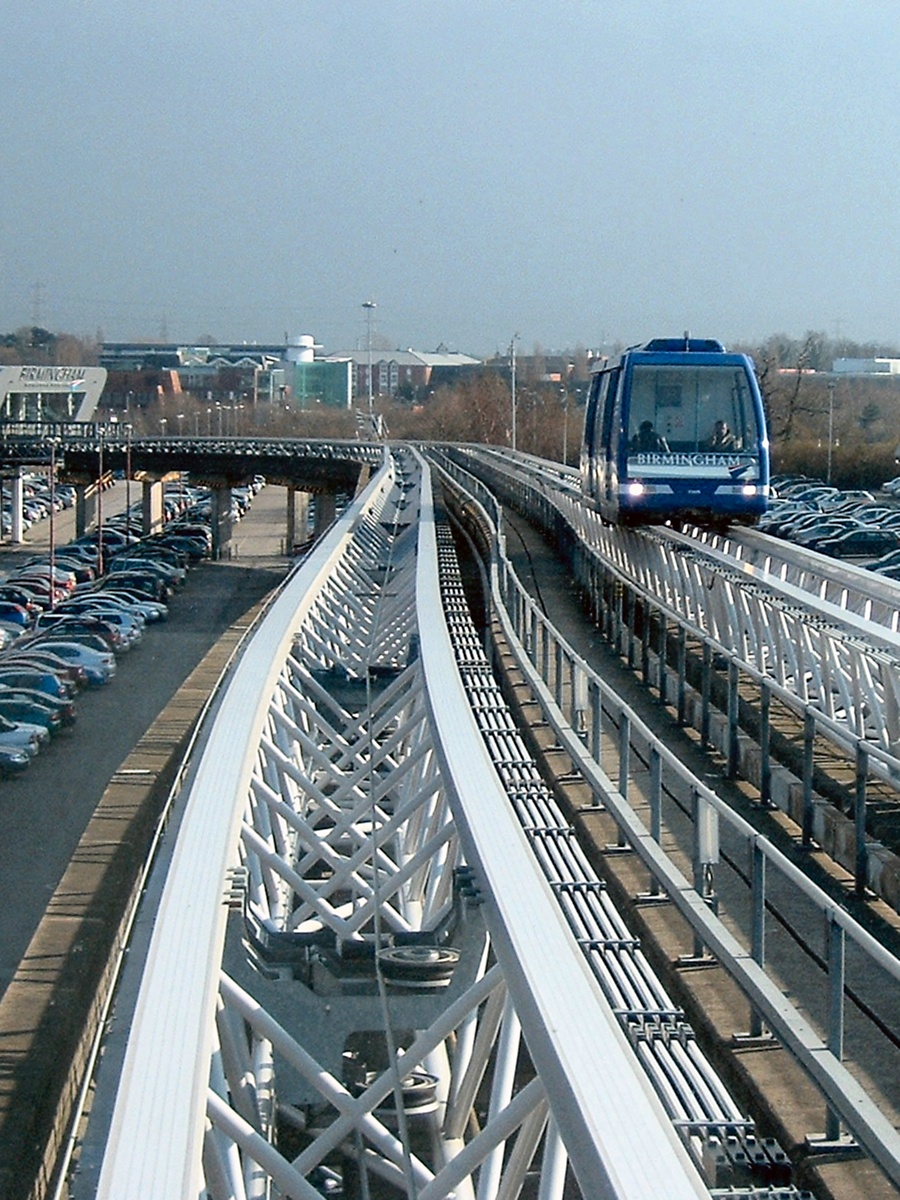
APM à l'aéroport de Birmingham.

Un appel d'offres pour le remplacement du système Maglev est lancé en mars 1999. En octobre 2000, l'aéroport annonce la sélection de la navette Doppelmayr/Siemens CABLE Liner comme technologie préférée pour relancer la ligne entre l'aéroport et l'International Station. Le système est alors en service commercial depuis 18 mois à Las Vegas reliant hôtels et casinos. Le contrat avec l'aéroport est signé en mars 2001. L'installation du nouveau système de 11 millions de livres sur la voie de guidage existante incluant la construction des stations était prévue du printemps 2001 au printemps 2002. Les véhicules ont été fabriqués par CWA Constructions. La ligne a été finalement mise en service en mars 2003 du fait que le client a demandé un arrêt des travaux de plusieurs mois.
Le système actuel est un système câblé entièrement automatisé qui transporte les passagers du hall de la station de haut niveau, sur un système de navettes à deux voies de 588 mètres chacune, dans les bâtiments du terminal.
La capacité du train est de 54 passagers. Le système avec deux trains, un train par voie, avec une capacité de 1 610 passagers par heure et par sens grâce à un intervalle entre trains de 30 secondes, gère trois millions de passagers par an. Pendant la journée, les trains circulent toutes les deux minutes dans chaque sens. Aux heures creuses, les trains fonctionnent à la demande, et pour faciliter cela, un bouton étiqueté «demande» doit être pressé par le passager.
Le système fonctionne de 5 h 15 le matin jusqu'à 2 h dans la nuit, avec une navette aux heures creuses et les deux navettes de 6 h 30 à 21 h.
L'exploitation et la maintenance du système fait l'objet d'un contrat de 20 ans avec le constructeur, jusqu'en 2023.

## Projet de développement
La société HS2 Ltd propose un Automated People Mover (APM) de 2,3 km sur viaduc qui relierait la future gare d'échange HS2 à Solihull avec de nouveaux arrêts à l'aéroport de Birmingham, à la gare internationale de Birmingham et au National Exhibition Centre (NEC). Un appel d'offres européen est publié en mars 2020.